# Kiss Me Goodbye
Kiss Me Goodbye is een Amerikaanse filmkomedie uit 1982 onder regie van Robert Mulligan. De film is een Amerikaanse versie van de Braziliaanse komedie Dona Flor e Seus Dois Maridos (1976) onder regie van Bruno Barreto.

## Verhaal
Drie jaar na de dood van haar man Jolly durft Kay nog steeds niet terug te keren naar hun oude woning. Haar nieuwe vriend Rupert overtuigt haar om toch de stap te zetten. Haar nare voorgevoelens blijken gegrond te zijn. Jolly is in de gedaante van een spook teruggekeerd om haar huwelijk met Rupert tegen te houden.

## Rolverdeling
| Acteur                 | Personage       |
| ---------------------- | --------------- |
| Sally Field            | Kay             |
| James Caan             | Jolly           |
| Jeff Bridges           | Rupert          |
| Paul Dooley            | Kendall         |
| Claire Trevor          | Charlotte       |
| Mildred Natwick        | Mevrouw Reilly  |
| Dorothy Fielding       | Emily           |
| William Prince         | Dominee Hollis  |
| Maryedith Burrell      | Mevrouw Newman  |
| Alan Haufrect          | Mijnheer Newman |
| Stephen Elliott        | Edgar           |
| Michael Ensign         | Billy           |
| Edith Fields           | Serveerster     |
| Lee Weaver             | Mijnheer King   |
| Gene Castle            | Gast            |
| Lyla Graham            | Juffrouw Wells  |
| Christopher Graver     | Jongetje        |
| Benadette Birkett      | Moeder          |
| Barret Oliver          | Jongetje        |
| Robert Miano           | Michael         |
| Wolf Muser             | Mark            |
| Norman Alexander Gibbs | Roland          |
| Adam Wade              | Roscoe          |
| Abraham Gordon         | Arbeider        |
| Vincent J. Isaac       | Boodschapper    |
| Jeffrey Lampert        | Verhuizer       |
| Jude Farese            | Verhuizer       |